# Прато Сајано (Тренто)
Прато Сајано је насеље у Италији у округу Тренто, региону Трентино-Јужни Тирол.
Према процени из 2011. у насељу је живело 151 становника. Насеље се налази на надморској висини од 84 м.